# Серая джунглевая курица
Серая джунглевая курица (лат. Gallus sonneratii) — вид птиц из семейства фазановых. Замещает банкивскую джунглевую курицу на юге и западе Индостана. Отличается от последней более скромным серым с золотистыми просветами оперением и несколько более лёгким сложением. Самцы достигают длины Male 70–80 см и массы от 790 до 1136 g; самки существенно мельче, достигают длины около 38 cm см и массы от 705 до 790 г. Характерное петушиное кукареканье несколько иного строя и с большим количеством слогов. Отдаёт предпочтение опушкам смешанных лесов, кустарниковым зарослям, окраинам плантаций. Практически круглый год встречается небольшими стайками. Не является редким видом.